# Or noir (série)
Pour les articles homonymes, voir Or noir (homonymie).
Or noir est une série télévisée dramatique de fiction française créée par Manuel Laurent et Anouar El Alami,. Elle était à l'origine une web-série diffusée sur YouTube, dont la première saison a été mise en ligne en juillet 2020. Les saisons suivantes sont diffusées sur les chaines du groupe M6 en septembre 2021 (saison 2) et octobre 2022 (saison 3),.

## Synopsis

### Saison 1
Un groupe de quatre braqueurs (Mendy, Abdoulaye, Kassim et Arthur) réussit un coup magistral et vole pour plusieurs millions d'euros de lingots d'or illégaux. Tout se passait comme prévu jusqu'à ce que la cousine de l'un d'entre eux (Inès), présente lors du braquage, les reconnaisse et menace de les faire chanter. En parallèle, le propriétaire de l'or (Colonel Sekhou) d'un côté, un duo de policiers de choc, le Commandant Denis Dubois et le Lieutenant Julien Grandsir, de l'autre côté, se lancent à la poursuite du butin.

### Saison 2
Le groupe de braqueurs a éclaté à la suite de la trahison d'Abdoulaye, qui a fui avec l'argent de la vente de l'or. Mendy et les autres doivent trouver un moyen de le retrouver avant que Dabo et Ekho, les hommes du Colonel Sekhou, ne les rattrapent. Le vol initial de l'or et le recel qui a suivi ont déclenché une série de répercussions dans les cités, avec plusieurs règlements de comptes entre bandes rivales. Après les dérapages du Commandant Denis Dubois, Julien Grandsir continue seul l'enquête pour désamorcer la situation.

### Saison 3
L'opération de la dernière chance a mal tourné. Mendy pensait pouvoir duper le Colonel Sekhou, mais il en ressort la capture d'Inès et la mort de Kassim. Mendy et Arthur doivent trouver de nouveaux alliés pour sauver leur amie et se venger de l'impitoyable Colonel.

## Distribution

### Acteurs principaux
- Oumar Diaw : Mendy, le chef de la bande de braqueurs
- Jonas Dinal : Abdoulaye, bras droit et ami d'enfance de Mendy
- Bilal El Atreby : Kassim, jeune braqueur aux dents longues
- Renat Shuteev : Arthur, le chauffeur et homme de confiance
- Léa Issert : Inès, cousine de Kassim, entraînée contre sa volonté dans le braquage
- RK : Ryad, jeune de cité plein de ressources et ami de Kassim
- Issaka Sawadogo : Colonel Sekhou, dictateur africain
- Franglish : Dabo, homme de main du Colonel
- Legrand Bemba Debert : Ekho, homme de main du Colonel
- Patrice Guillain : commandant Denis Dubois
- BDS : Armand, policier de la BAC
- Youri Saffiedine : lieutenant Julien Grandsir
- Sieme Miladi : Aicha : la femme de Mendy

Source

### Introduits dans les saisons suivantes
- Koba LaD : l'Artiste, trafiquant d'arme
- Rimkus : associé de l'Artiste
- Darko Peric : Goran Brankovic, dealer de stature internationale
- Adel Bencherif : Ilyes, grand du quartier, connaissance de Mendy et Abdoulaye
- Zoé Marchal : Sacha, confidente et associée d'Ilyes
- Soukouna Hamidou : Ousmane, homme de confiance du Colonel Sekhou
- Mawena Takpa : Serena, femme de confiance du Colonel
- Carl Sila : Diakhaté, fils du Colonel
- Hammy Dimaria : Nazare, chef des arméniens I
- ISK : Kais, jeune de cité
- Zohra Hamiti : Manel, mère de famille influente dans le quartier
- Adrien Truong : Mateo, jeune de cité, ami de Kassim et Arthur

Source

## Production
La première saison d'Or noir a été écrite par Manuel Laurent pendant le premier confinement liée à la pandémie de Covid-19 en France (avril-mai 2020) et tournée juste après, pour une diffusion initiale sur la chaine YouTube Black Vision. Elle est réalisée par Anouar El Alami et Manuel Laurent.
La première saison de 8 épisodes a été tournée en 13 jours, de façon auto-produite, avec une équipe entièrement bénévole. La seconde et la troisième saison de 10 épisodes en 25 jours chacune, avec le soutien du groupe M6.

## Accueil
La saison 1 a totalisé 8 millions de vues sur YouTube avant son rachat par le groupe M6. Les saisons suivantes ont combiné un total de 10 millions de vues sur la plateforme 6play.

## Bande originale
La bande originale est publiée sur les plateformes de streaming, 48 heures après la mise en ligne de la deuxième saison de la série.
| no | Titre             | Auteur     | Durée |
| -- | ----------------- | ---------- | ----- |
| 1  | Ils ont mal       | Lacrim     | 3:31  |
| 2  | Dans le noir      | Rimkus     | 2:55  |
| 3  | Ouais igo         | Sofiane    | 2:05  |
| 4  | Full Option       | Timal      | 3:11  |
| 5  | Or noir           | Koba LaD   | 2:55  |
| 6  | Je cherche        | RK         | 2:51  |
| 7  | Ca part en chasse | Larry      | 2:03  |
| 8  | Bouffon vert      | Guy2bezbar | 3:12  |
| 9  | Let's Go          | Leto       | 2:42  |
| 10 | Bonne journée     | Sadek      | 2:53  |
| 11 | Décollage         | Zamdane    | 2:58  |
| 12 | Fratello          | ISK        | 3:04  |
| 13 | VVV               | Franglish  | 1:54  |
| 14 | Cuisine           | Youssoupha | 2:28  |
| 15 | La Haine          | Frenetik   | 3:06  |
| 16 | J'rigole          | Sasso      | 3:03  |
| 17 | Laisse tomber     | Kofs       | 3:07  |
| 18 | Rasoir            | Nahir      | 3:13  |
| 19 | Or blanc          | RR         | 2:51  |
| 20 | Yellow            | Tissmey    | 2:54  |
| 21 | Billets verts     | Nkess      | 2:44  |
| 22 | Dis moi           | Bigy       | 3:35  |
| 23 | Fossé             | Sam's      | 3:13  |
| 24 | Noir              | Lacrim     | 2:36  |

## Distinctions
- Festival de Fiction de la Rochelle 2021[10]
- Marseille Webfest 2021[11]